# 南里壹號
南里壹號（One South Lane），是位於香港香港島石塘咀南里的單幢住宅，樓高共28層，由華人置業發展，管理公司為發展商旗下的忠信物業管理，於2016年第二季入伙。

## 歷史
南里壹號前身為兩幢在南里1號及山道34號並於1957年建成的七層高唐樓，先於2002年華人置業開始進行收購業權，至2011年5月，其集中逾96%業權，其後於2012年2月透過強制拍賣以2.165億港元成功統一業權。
而地盤面積約4,192平方呎，共建成41,350平方呎樓面面積，終發展為商住項目「南里壹號」。

## 簡介
樓宇共高28層（不設4樓、13樓、14樓、24樓），其中地下及1樓設有商鋪，3樓為會所及泳池，而5樓以上為住宅，合共提供92個單位，主要提供210至480平方呎的細單位，於2014年9月開售，開售呎價由$25,200起，樓花期長達18個月，示範單位設於皇室大廈。

## 工程圖片

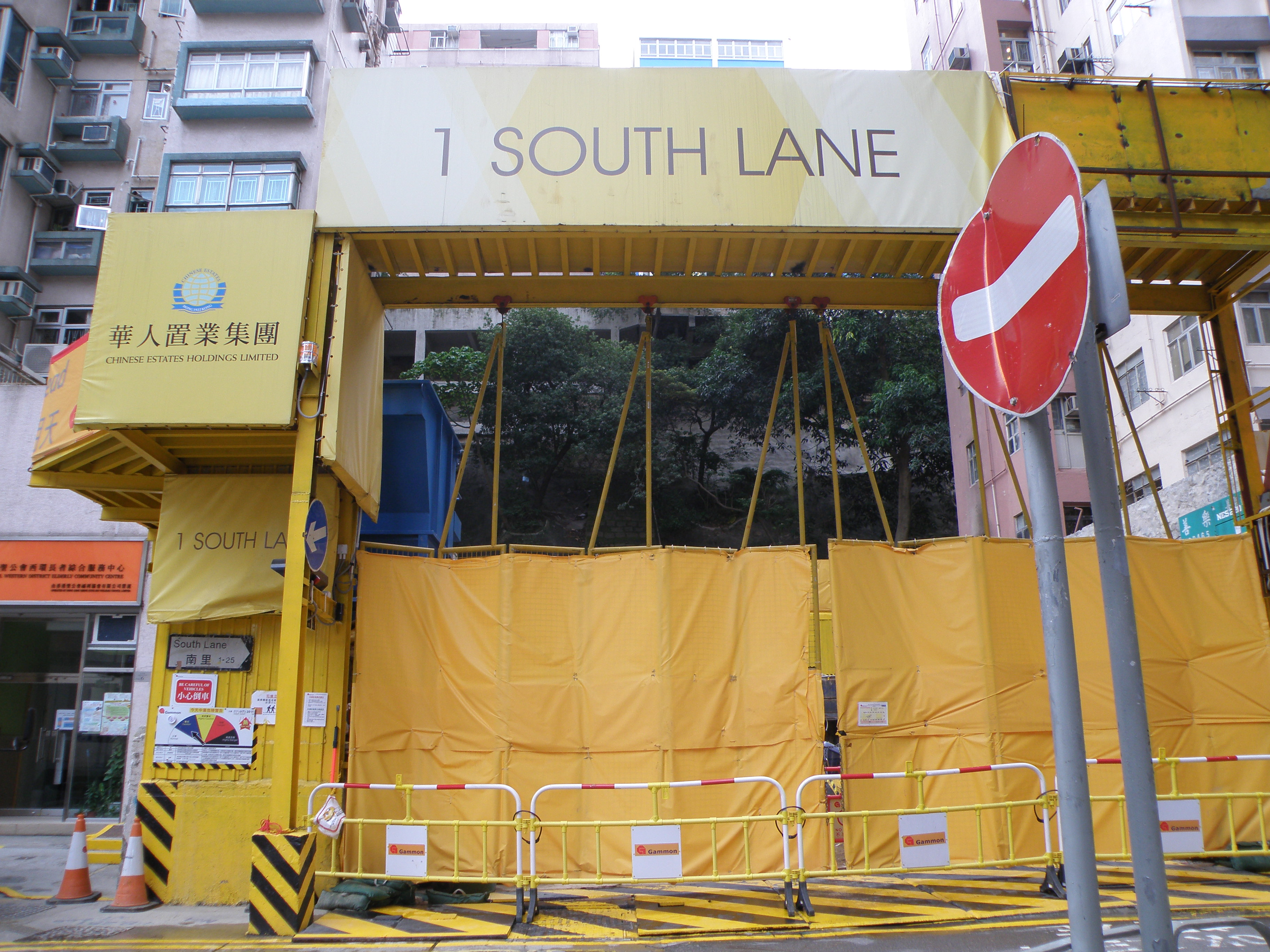
2014年9月
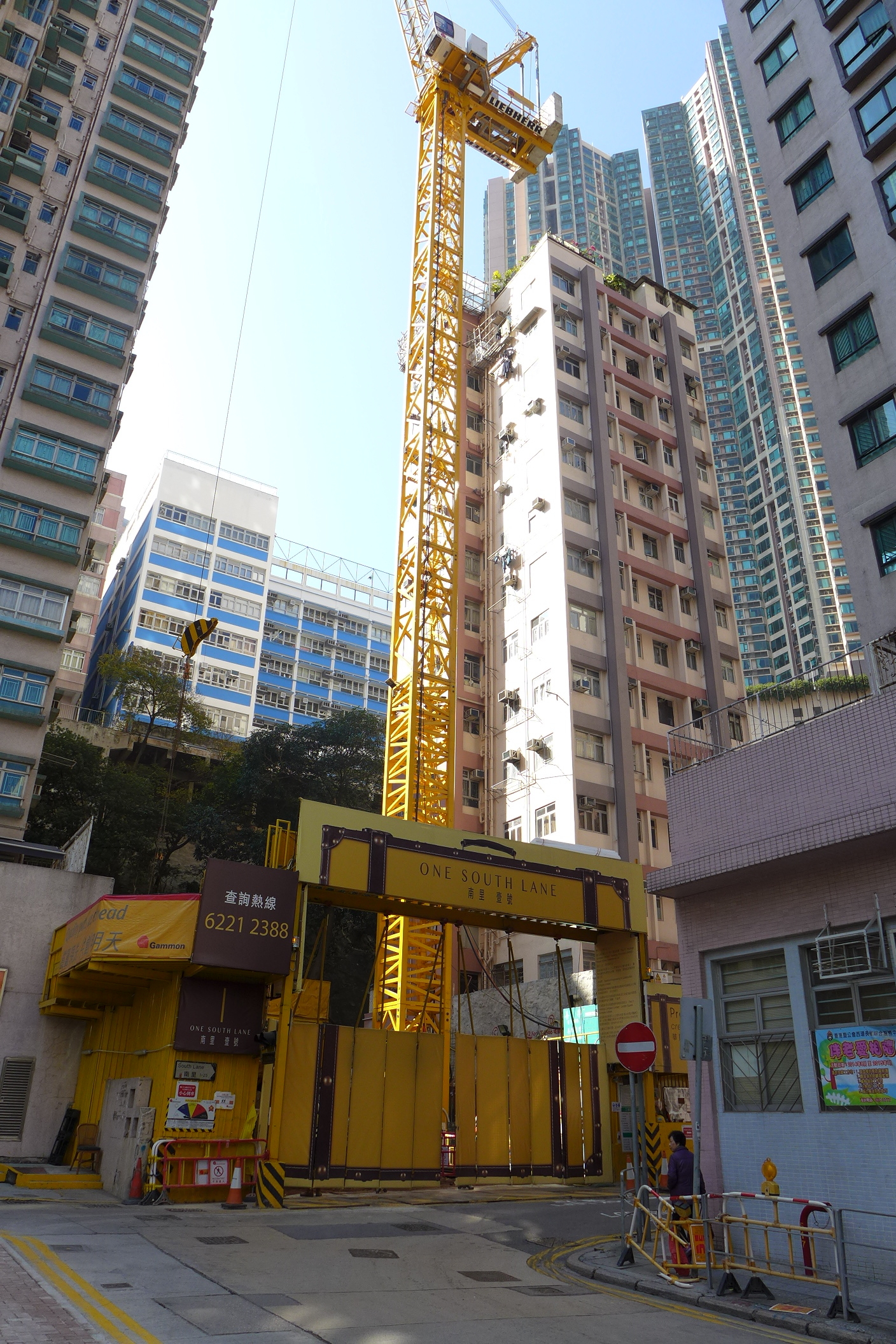
2014年12月
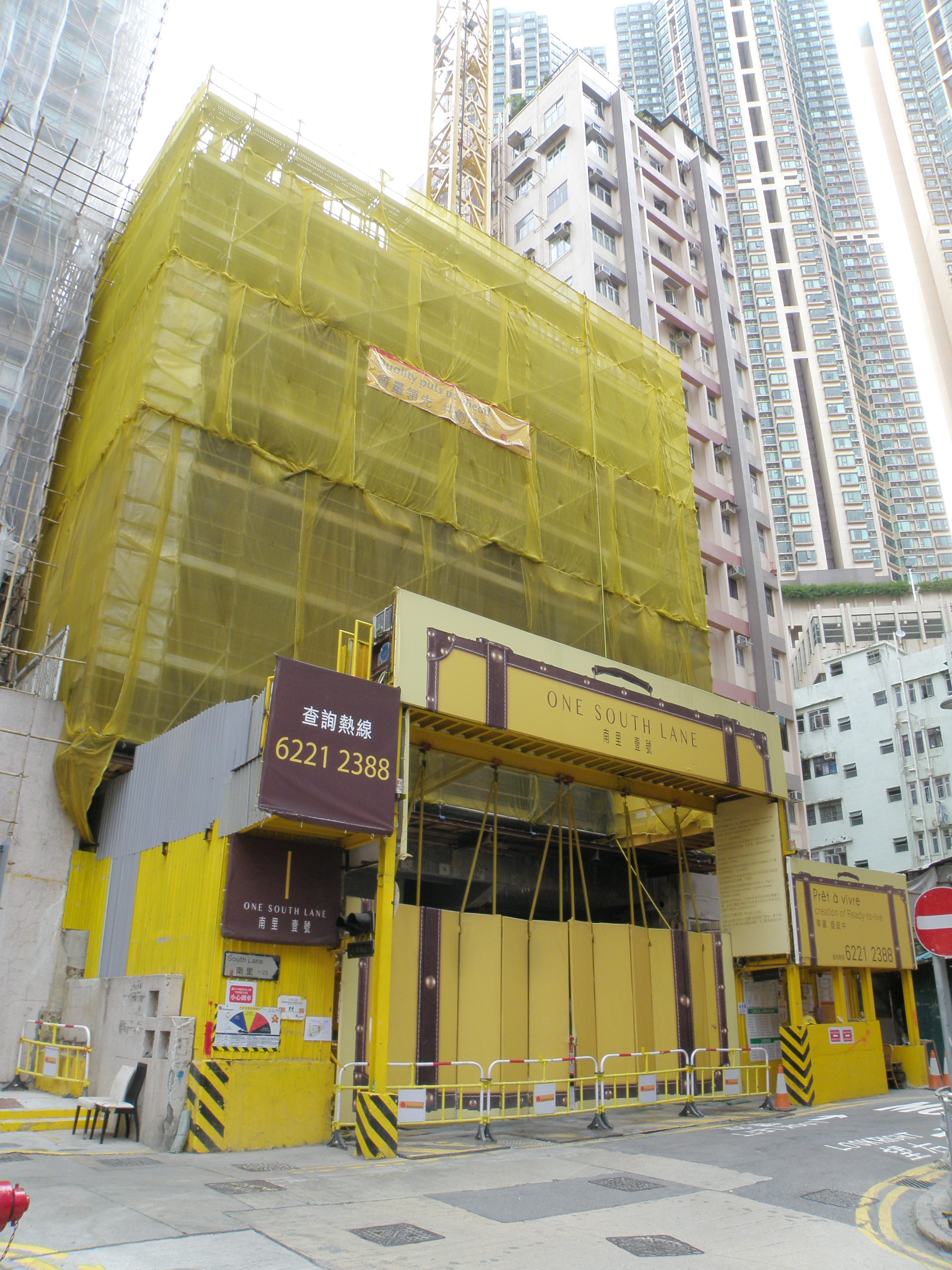
2015年4月
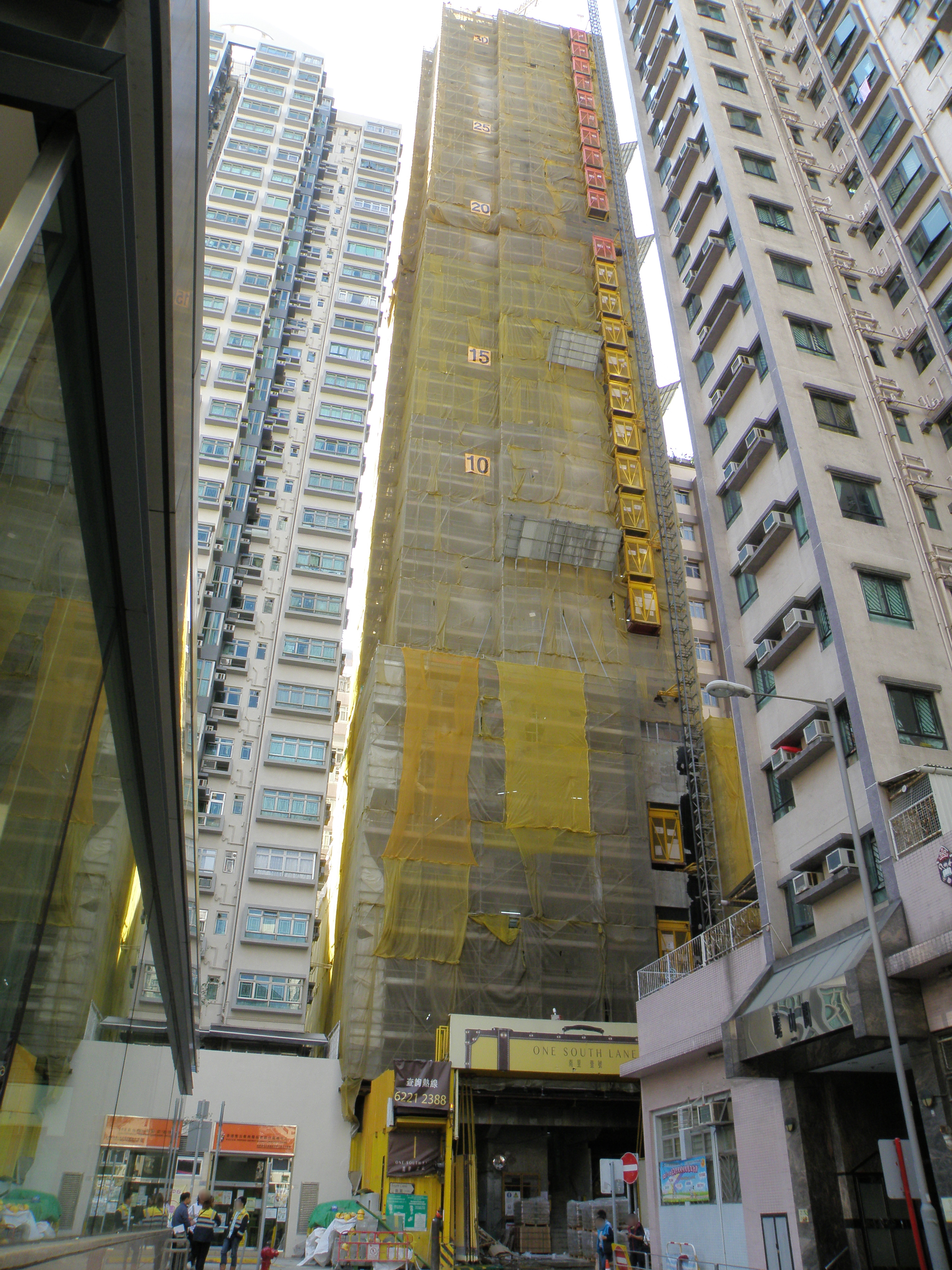
2015年11月

## 鄰近
- 寶翠園
- 山景園
- 金陵閣
- 香港今旅
- 山道花園
- Eight South Lane

## 外部連結
- 南里壹號 官方網頁